# دنیل شارمن
دنیل شارمن (به انگلیسی: Daniel Sharman) یک بازیگر انگلیسی اهل هکنی لندن است. او بیشتر برای نقش‌های راهب گریان یا لانسلوت در نفرین شده (سریال تلویریونی)، لورنتسو د مدیچی در سریال        مدیچی (مجموعه تلویزیونی)، آیزاک لاهی در سریال تین ولف و همچنین کول/کیلب در سریال اصیل‌ها شناخته شده‌است.

## فیلم‌ها
| سال  | عنوان                 | نقش       |
| ---- | --------------------- | --------- |
| ۲۰۱۱ | عصرهای تاریک جذاب     | آلریک     |
| ۲۰۱۱ | فناناپذیرها           | آرس       |
| ۲۰۱۲ | کولکشن                | باسیل     |
| ۲۰۱۵ | وز وز                 | مت کالییر |
| ۲۰۱۵ | جولیارد رویاهای شکسته | جفری      |

### سریال‌ها
| سال       | عنوان                  | نقش                        |
| --------- | ---------------------- | -------------------------- |
| ۲۰۰۷      | شروع دوباره            | الکساندر دوهورست           |
| ۲۰۰۹      | بازرس لوئیس            | ریچارد اسکات               |
| ۲۰۱۲–۲۰۱۴ | تین ولف                | آیزاک لاهی                 |
| ۲۰۱۳      | ندای دل                | ادوارد مونت کلیر           |
| ۲۰۱۴–۲۰۱۶ | اصیل‌ها                 | کیلب وستفال / کول مایکلسون |
| ۲۰۱۷      | از مردگان متحرک بترسید | تروی اوتو (نقش اصلی)       |
| ۲۰۱۸      | مدیچی                  | لورنتسو د مدیچی (نقش اصلی) |
| ۲۰۲۰      | نفرین شده              | راهب گریان                 |